# Bitwa pod Bukowem
Bitwa pod Bukowem na Wołoszczyźnie miała miejsce 20 października 1600 roku podczas wyprawy Jana Zamoyskiego do Mołdawii i Wołoszczyzny przeciwko Michałowi Walecznemu.

## Wstęp
Wyprawę Zamoyskiego sprowokowało obalenie przez Michała Walecznego przychylnego Rzeczypospolitej hospodara mołdawskiego Jeremiego Mohyły i jego brata Szymona Mohyły, hospodara wołoskiego. Ponadto wiosną 1600 roku władający już wtedy Mołdawią i Wołoszczyzną Michał Waleczny zaatakował Pokucie, pertraktował ze Szwecją i Rosją na temat ewentualnego rozbioru Rzeczypospolitej, a nawet wyrobił sobie w Stambule patent na króla Polski.
Obaleni hospodarowie Szymon i Jeremi Mohyłowie schronili się w Polsce, a tymczasem Zamoyski (około 20 000 żołnierzy – husaria, kozacy, zaciężna piechota, wybrańcy, 3–4 tys. Zaporożców dowodzonych przez Gawryłę Krutniewicza, Węgrzy, Mołdawianie i 16 dział) na początku września przeprawił się przez graniczny Dniestr i nie tracąc czasu na zdobywanie omijanych twierdz maszerował zdecydowanie w głąb Mołdawii. Michał, który miał ze sobą 17 000 Wołochów, Mołdawian, Serbów i zaciężnej piechoty, początkowo cofał się i jednocześnie nękał armię polską działaniami podjazdowymi, zagradzając drogę na przełęczach karpackich prowadzących do Siedmiogrodu. Bojąc się, że dalszy odwrót może doprowadzić do utraty władzy nad Wołoszczyzną, zdecydował się przyjąć bitwę. Z tego powodu zatrzymał swą armię w lasach na południowym, wysokim brzegu rzeki Teleżyn, by zagrodzić drogę na Ploeszti. Wojska Michała Walecznego okopały się. Na brzegu rzeki Michał ustawił artylerię wraz z pieszymi arkabuzerami. Reszta sił ustawiona została w trzech rzutach – piechota w centrum i jazda na skrzydłach. Tabory umieszczono z tyłu. Po przebyciu około 560 km armia Zamoyskiego przybyła pod Bukowo 19 października. Pod silnym ogniem nieprzyjaciela armia polska usypała przed frontem wojsk Michała szańce i ustawiła tam część dział. Reszta polskiej artylerii stanęła na pobliskim wzgórzu. W centrum szyku polskiego Zamoyski ustawił większość piechoty, na prawym skrzydle znalazł się pułk Marka Sobieskiego (piechota zaporoska i zaciężna z niewielką liczbą jazdy), natomiast pułk Uhrowieckiego (jazda polska i mołdawska) ustawiono na lewym skrzydle.

## Bitwa
Z rana 20 października, po dwugodzinnym ogniu artyleryjskim prowadzonym na pozycje Michała, Zamoyski za namową Stanisława Żółkiewskiego i wojewody lubelskiego Marka Sobieskiego postanowił wykorzystać panującą mgłę i podjął decyzję o ataku. Polskie centrum zaatakowało od frontu, podczas gdy dowodzone przez Marka Sobieskiego prawe skrzydło otrzymało zadanie obejścia lewego skrzydła wojsk Michała przez bród, oddalony o 2 km w górę rzeki Teleżyn. Michał, choć związany od frontu atakiem polskiej piechoty, zauważył obchodzącego go Sobieskiego, który już zdążył się przeprawić przez rzekę i rzucił na niego całą jazdę, a sam bronił się używając tylko piechoty. Nie dał jednak rady, więc skierował do tyłu tabor, mając nadzieję, że wojska polskie rzucą się na rabunek. W tym czasie jazda Uhrowieckiego przeprawiła się przez rzekę i niespodziewanie zaatakowała prawe skrzydło wojsk Michała. Pobity Michał Waleczny wycofał się w nieładzie do Ploeszti. Stracił w bitwie około 1000 zabitych i tysiące jeńców, ponadto znaczna część jego armii poszła w rozsypkę. Polacy zdobyli 95 chorągwi, cały obóz i artylerię. Zamoyski już w drodze do Bukowa z powrotem wprowadził na tron mołdawski Jeremiego Mohyłę, a po bitwie na tron multański w Bukareszcie wrócił brat Jeremiego Szymon (zachodnia część Wołoszczyzny pozostawała jednak jeszcze w posłuszeństwie wobec Michała, a rok później Szymona zrzucili z tronu Turcy). Zwycięstwo Zamoyskiego umocnione zostało przez starostę kamienieckiego Jana Potockiego, który jeszcze raz pobił Michała Walecznego.